# Beller Imre
Beller Imre, Beller Imre József (Hódmezővásárhely, 1845. november 5. – Rákospalota, 1895. február 8.) vác-egyházmegyei római katolikus áldozópap.

## Élete
Beller Lőrinc szabó és Jónás Klára fiaként született. Pappá szenteltetett 1869. augusztus 12-én, káplánkodott 12 évig, azután adminisztrátor lett 1881-ben Palotáson és 1883-ban Hódmezővásárhelyen. 1884-től Rákospalotára került, a fóti anyaegyházról újonnan levált önálló lelkészség élére. 1887-ben Schuszter Konstantin püspökhöz fordult, hogy Palotát plébániai rangra emeltethesse, de ő türelemre intette. Elsőként megszerezte a fóti plébániától Palotához tartozó haszonélvezeti földeket, s ezzel megteremtette az 58 magyar hold 350 pár utáni párbérjövedelem (ma egyházi adó) és 2000 fő utáni stólajövedelem (papi szolgálat tarifája) biztosításával egy plébánia működésének anyagi alapjait. 
A templomot felújíttatta, kiegészíttette egy lelkészlakkal, létrehozott három iskolát, kápolnát készíttetett a menhelyen, valamint megteremtette a tanári, kántori és harangozói állásokat. 1889-ben jött létre Templomépítő Bizottság, amely megkezdte a gyűjtést, amihez Beller Imre járult hozzá az első 1000 osztrák forinttal. Így jött létre a Beller-alapítvány, amely az építés céljait szolgálta. 1892-ben telkeket vásárolt, majd 1893 őszén Schuszter Konstantin püspöktől ezúttal megkapta a plébánia alapító bulláját, lelkészségét plébánosi rangra emelték. 50 éves korában hunyt el, papi működésének 26. évében.

## Emlékezete
1935 óta utca viseli a nevét Rákospalotán (korábbi Imre utca), 1996-ban Budapest XV. kerülete posztumusz díszpolgárrá avatta.

## Munkája
- Egyházi beszéd a nevelésről. Kecskemét, 1878.